# Linia kolejowa 170 Zvolen – Vrútky
Linia kolejowa nr 170 Zvolen – Vrútky – linia kolejowa na Słowacji o długości 96 km, łącząca miejscowości Zwoleń i Vrútky. Jest to linia zelektryfikowana jednotorowa.